# پارک جائه-سونگ
پارک جائه-سونگ (انگلیسی: Park Jae-seung؛ زادهٔ ۱ آوریل ۱۹۲۳) بازیکن فوتبال اهل کره جنوبی بود.
از باشگاه‌هایی که در آن بازی کرده‌است می‌توان به اشاره کرد.
وی همچنین در تیم ملی فوتبال کره جنوبی بازی کرده‌است.
وی در مسابقات کشوری و بین‌المللی در مجموع برندهٔ ۱ مدال طلا شده‌است.